# 皮奥·卡瓦尼利亚斯·阿隆索
皮奥·卡瓦尼利亚斯·阿隆索（西班牙語：Pío Cabanillas Alonso，1958年12月9日—）是西班牙商界人士，业余摄影师，曾任政府发言人。

## 生平
1958年生于马德里，是政治家皮奥·卡瓦尼利亚斯·加利亚斯的儿子。毕业于马德里康普顿斯大学法律专业，并获得塔夫茨大学弗莱彻法律与外交学院法律和外交学硕士学位。
1998年11月至2000年4月担任西班牙广播电视台台长，之后在阿斯纳尔内阁担任发言人，直到2002年7月被拉霍伊替换。2000年6月跟随阿斯纳尔率领的代表团访华，与朱镕基、江泽民等领导人会见。
2003年5月上任Aldeasa公司董事会成员。2007年成为阿驰奥纳公司形象和全球营销部门总经理，2016年10月离任。2016年4月成为科德雷博彩公司董事会成员兼副主席。
业余爱好摄影，在墨西哥等地举办过作品展。

## 荣誉
- 大十字级卡洛斯三世勋章（2002年）[9]